# Grzegorz Komarnicki
Grzegorz Komarnicki (ur. ok. 1745 w województwie ruskim) – brygadier z rangą kapitana Korpusu Kadetów, pułkownik i podpułkownik 17 Regimentu Pieszego Koronnego w czasie insurekcji kościuszkowskiej.
Był wychowankiem Korpusu Kadetów. Tadeusz Kościuszko awansował go do stopnia pułkownika mimo przyjętej zasady, że w nowo tworzonych jednostkach oficerowie awansowali dopiero po osiągnięciu kompletu w kompaniach.